# Ємельяненко Ігор Володимирович
І́гор Володи́мирович Ємелья́ненко (25 квітня 1989 — 21 серпня 2014) — старший солдат Збройних Сил України, учасник російсько-української війни.

## З життєпису
Народився 1989 року в селі Саксагань (П'ятихатський район, Дніпропетровська область). Закінчив Новомосковську загальноосвітню школу № 12.
У часі війни — гранатометник, 93-тя бригада. Призвався добровольцем 20 червня 2014-го.
21 серпня 2014-го загинув під час виконання бойового завдання в зоні проведення бойових дій внаслідок мінометного обстрілу в районі села Грабське Амвросіївського району. Тоді ж полягли Клименко Євген Олександрович; Котовий Сергій Феліксович і Скрабунов Микола Сергійович.
Похований на цвинтарі мікрорайону Кулебівка в Новомосковську.

## Нагороди та вшанування
- Указом Президента України № 873/2014 від 14 листопада 2014 року, «за особисту мужність і героїзм, виявлені у захисті державного суверенітету та територіальної цілісності України, вірність військовій присязі», нагороджений орденом «За мужність» III ступеня (посмертно)[1].
- Рішенням Новомосковської міської ради № 1302 від 24 липня 2020 року присвоєно звання «Почесний громадянин міста Новомосковська» (посмертно)[2].
- Вшановується в меморіальному комплексі «Зала пам'яті», в щоденному ранковому церемоніалі 21 серпня[3][4].
- Його портрет розміщений на меморіалі «Стіна пам'яті полеглих за Україну» у Києві: секція 3, ряд 5 місце 7
- від 2016 року одна з вулиць міста Новомосковська носить ім'я Ігоря Ємельяненка.